# Estoa

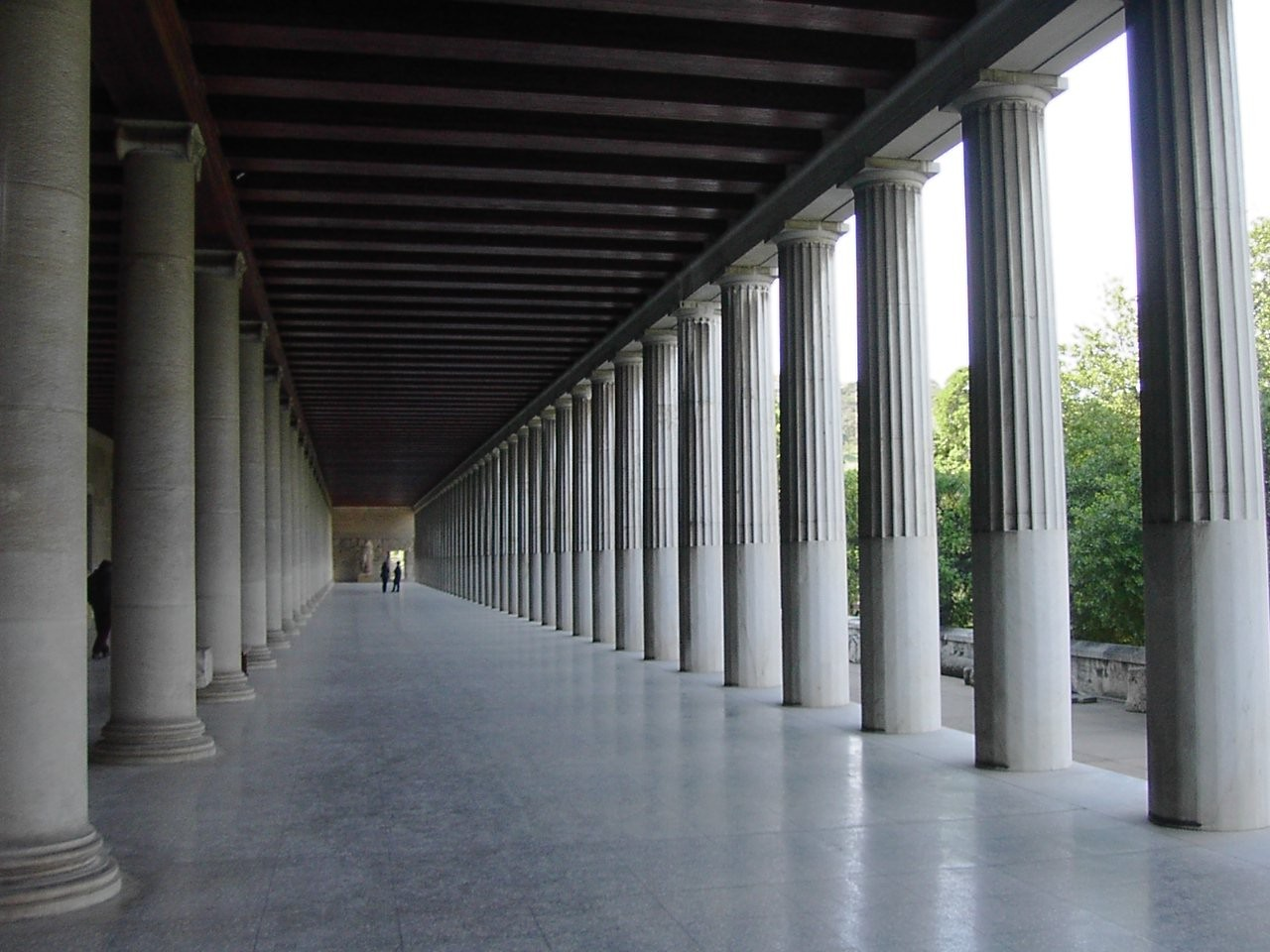
L'estoa d'Àtal, reconstruïda, a Atenes

Estoa (del grec antic στοά, stoá), és la denominació que rep en l'arquitectura grega un pòrtic.
És una de les construccions més senzilles, un espai arquitectònic de planta rectangular allargada, cobert, conformat mitjançant una successió de columnes (pilars o suports), i murs laterals; acostumava a formar part d'espais públics, com places, gimnasos i jardins, i normalment es trobava a l'àgora. Com a espai públic, protegit del sol i la pluja, servia per a entaular relacions i, de vegades, establir llocs de comerç.
D'una de les estoes d'Atenes deriva el nom del sistema filosòfic de l'estoïcisme, ja que els seguidors de Zenó de Cítion s'hi congregaven per escoltar-lo.